# 王永乐
王永乐（1952年—），男，汉族，中华人民共和国政治人物，中国共产党党员，曾任中华全国归国华侨联合会副主席、党组成员、中央人民政府驻香港特别行政区联络办公室协调部部长，第十一届全国政协委员。

## 生平
2008年，当选第十一届全国政协委员，代表特邀香港人士，分入第五十二组。